# Портрет Карла Осиповича Ламберта
«Портрет Карла Осиповича де Ламберта» — картина Джорджа Доу и его мастерской, из Военной галереи Зимнего дворца.
Картина представляет собой портрет генерал-майора графа Карла Осиповича Ламберта из состава Военной галереи Зимнего дворца.
С начала Отечественной войны 1812 года генерал-майор Ламберт был генерал-адъютантом, шефом Александрийского гусарского полка и командовал 5-й кавалерийской дивизией. Отличился в сражении при Кобрине, а за бой при Городечно получил чин генерал-лейтенанта, в бою под Борисовом был тяжело ранен. По излечении вернулся в армию в начале 1814 года и принял участие в завершающих боях Заграничных походов во Франции, блестяще проявил себя при штурме парижских пригородов.
Изображён в генерал-адъютантском мундире, введённом в 1815 году, с свитским аксельбантом. На шее крест ордена Св. Георгия 3-го класса; по борту мундира крест ордена Св. Владимира 2-й степени; справа на груди серебряная медаль «В память Отечественной войны 1812 года» на Андреевской ленте, крест французского ордена Св. Людовика и звёзды орденов Св. Александра Невского и Св. Владимира 2-й степени. Подпись на раме: Графъ К. О. Деламбертъ, Генералъ Лейтенантъ.
7 августа 1820 года Комитетом Главного штаба по аттестации Ламберт был включён в список «генералов, служба которых не принадлежит до рассмотрения Комитета», решение о написании его портрета было принято императором. Весной 1821 года Ламберт приехал в Санкт-Петербург из Тамбова, где командовал 5-м резервным кавалерийским корпусом, и встретился с Доу, который тогда же и написал его портрет. Гонорар Доу был выплачен 10 ноября 1821 года. Готовый портрет был принят в Эрмитаж 7 сентября 1825 года.
В 1840-е годы в мастерской И. П. Песоцкого с портрета была сделана литография, опубликованная в книге «Император Александр I и его сподвижники» и впоследствии неоднократно репродуцированная.